# Chromatomyia luzulae
Chromatomyia luzulae este o specie de muște din genul Chromatomyia, familia Agromyzidae, descrisă de Erich Martin Hering în anul 1924.
Este endemică în Germania. Conform Catalogue of Life specia Chromatomyia luzulae nu are subspecii cunoscute.